# ستيفن بارنز
ستيفن بارنز (بالإنجليزية: Steven Barnes)‏ (1 مارس 1952، لوس أنجلوس في الولايات المتحدة)؛ كاتب سيناريو وروائي أمريكي.

## روابط خارجية
- ستيفن بارنز على موقع IMDb (الإنجليزية)
- ستيفن بارنز على موقع ألو سيني (الفرنسية)
- ستيفن بارنز على موقع قاعدة بيانات الفيلم (الإنجليزية)
- ستيفن بارنز على موقع كينوبويسك (الروسية)